# Orthotylus bilineatus
Orthotylus bilineatus ist eine Wanzenart aus der Familie der Weichwanzen (Miridae).

## Merkmale
Die Wanzen werden 4,6 bis 5,3 Millimeter lang. Die Arten der Gattung Orthotylus sind überwiegend grün gefärbt. Viele sind extrem ähnlich und deswegen anhand von äußeren Merkmalen nur sehr schwer zu bestimmen. Die Wirtspflanze der entsprechenden Individuen sind daher ein wichtiges Indiz. Orthotylus bilineatus ist eine der besser bestimmbaren Arten. Die Seiten ihres Pronotums sind konkav und der Clavus der Hemielytren und das Zentrum des Schildchens (Scutellum) ist verdunkelt. Die Fühler sind überwiegend dunkel.

## Vorkommen und Lebensraum
Die Art ist in Europa mit Ausnahme des Südens verbreitet. Östlich erstreckt sich die Verbreitung über Sibirien nach China und Japan. In Deutschland ist sie weit verbreitet, kommt regional aber nur selten auf. Sie ist im Osten häufiger als im Westen, kann allerdings auch in Massen auftreten. Insbesondere in höheren Lagen ist sie häufiger. In Österreich gibt es bisher nur einzelne Nachweise.

## Lebensweise
Die Wanzen leben an Pappeln (Populus), in Deutschland ganz überwiegend an Espe (Populus tremula). Die adulten Wanzen können von Juli bis September, manchmal auch schon ab Mitte Juni, beobachtet werden. Männchen sind offenbar viel seltener als Weibchen.

## Belege